# Chartographa plurilineata
Chartographa plurilineata är en fjärilsart som beskrevs av Walker 1862. Chartographa plurilineata ingår i släktet Chartographa och familjen mätare. Inga underarter finns listade i Catalogue of Life.